# Кастельсардо
Кастельсардо (італ. Castelsardo, сард. Casteddu Sardu) — муніципалітет в Італії, у регіоні Сардинія,  провінція Сассарі.
Кастельсардо розташоване на відстані близько 340 км на захід від Рима, 195 км на північ від Кальярі, 25 км на північний схід від Сассарі.
Населення — 5814 осіб (2014).

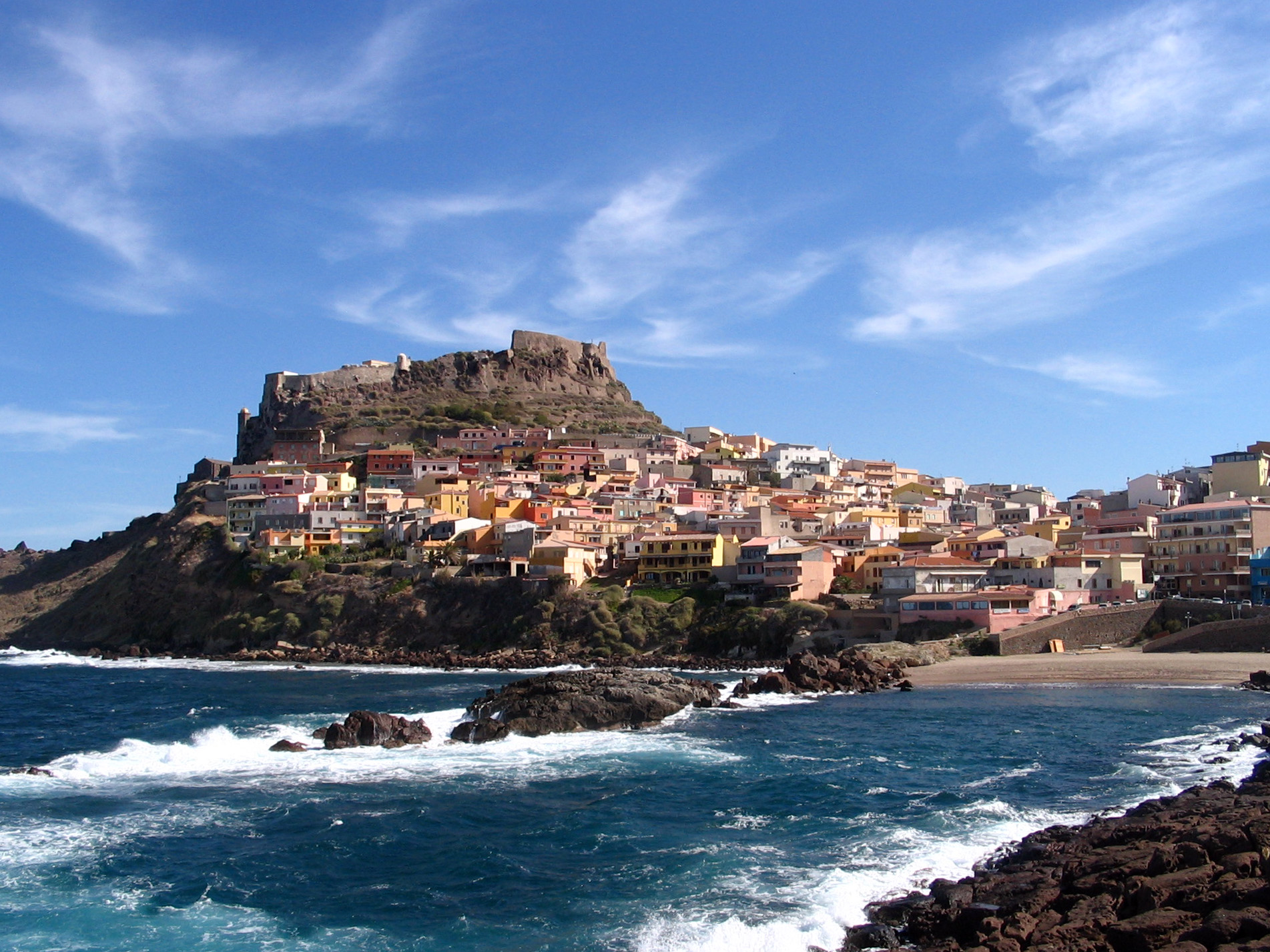

Щорічний фестиваль відбувається 17 січня. Покровитель — sant'Antonio abate.

## Демографія
Населення за роками:

Станом на 1 січня 2023 року в муніципалітеті офіційно проживало 156 іноземців з 38 країн, серед них 66 громадян країн Євросоюзу та 10 громадян України.

## Сусідні муніципалітети
- Седіні
- Сорсо
- Тергу
- Валледорія